# Эдмунд Плантагенет, 2-й граф Корнуолл
Эдму́нд Плантагене́т (англ. Edmund Plantagenet) или Эдму́нд Алема́нский (англ. Edmund of Almain; 26 декабря 1249 — до 25 сентября 1300) — английский аристократ из королевской династии Плантагенетов, 2-й граф Корнуолл с 1272 года, второй сын Ричарда, короля Германии, и внук короля Англии Иоанна Безземельного. Стал наследником отца после гибели старшего брата, Генриха Алеманского (1271). Был одним из богатейших землевладельцев Англии, регулярно ссужал короне значительные суммы, пользовался большим влиянием при дворе. В отсутствие своего двоюродного брата, короля Эдуарда I, Эдмунд трижды назначался регентом королевства, но при этом оказывал мало влияния на английскую политику. 
Брак Эдмунда с Маргарет де Клер оказался неудачным и бездетным. В 1294 году граф развёлся с супругой и больше не женился. В результате после его смерти большая часть владений отошла к английской короне, как и титул графа Корнуолла.

## Происхождение
Эдмунд принадлежал к английской королевской династии Плантагенетов и был внуком короля Иоанна Безземельного по мужской линии. Его отец Ричард получил от своего старшего брата Генриха III титул графа Корнуолла (1227 год), а в 1257 году был избран королём Германии. Первая жена, Изабелла Маршал, родила Ричарду нескольких детей. Из них выжил только один сын, Генрих Алеманский, который должен был стать наследником отца. После смерти Изабеллы Ричард женился во второй раз — на Санче Прованской, дочери графа Прованса Раймунда Беренгера IV. В этом браке родились минимум двое детей, из которых выжил только Эдмунд. Его мать была сестрой королевы Элеоноры Прованской, благодаря чему он дважды приходился двоюродным братом королю Эдуарду I: их отцы были родными братьями, а матери — родными сёстрами. Кроме того, сёстрами Санчи были королева Франции Маргарита Прованская и королева Сицилии Беатриса Прованская, поэтому Эдмунд находился в близком родстве с королями Франции и Сицилии (Неаполя).

## Ранние годы
О детстве Эдмунда известно немногое. Он родился 26 декабря 1249 года в принадлежавшем его отцу замке Беркхамстед в Хартфордшире. Ребёнка крестил архиепископ Кентерберийский Бонифаций Савойский, дядя его матери; имя он получил в честь святого Эдмунда Абингдонского, предшественника Бонифация на архиепископском посту. Впоследствии, в 1288 году, Эдмунд построил в Абингдоне, где родился его небесный покровитель, часовню.
До 22 лет Эдмунд не был рыцарем и не был женат. Вероятно, это объясняется тем, что наследником отцовских владений и титула был его старший брат Генрих Алеманский. В 1257 году родители взяли Эдмунда с собой в Германию, куда отправились после избрания Ричарда королём. В январе 1259 года семья вернулась в Англию. Во время Второй баронской войны Ричард попал в плен к мятежным баронам после проигранной королевской армией битвы при Льюисе (1264) и оказался в заключении в замке Кенилворт, а вместе с ним был заключён и Эдмунд. Он получил свободу в сентябре 1265 года. В 1268—1269 годах Эдмунд снова находился в Германии. Много лет спустя появился полумифический рассказ о том, что во время этой поездки Эдмунд купил реликвию Иисуса Христа, которая будто бы хранилась среди имперских регалий в замке Трифельс и когда-то принадлежала императору Карлу Великому. Часть этой реликвии в сентябре 1270 года Эдмунд даровал монахам основанного его отцом аббатства Хейлс в Глостершире после великолепной церемонии.
К октябрю 1269 года Эдмунд владел манором Олдерли в Глостершире. Вместе со своими кузенами Эдуардом и Эдмундом Горбатым он в феврале 1271 года отправился в крестовый поход, но в пути узнал о гибели старшего брата в Витербо и получил приказ короля вернуться домой. Теперь Эдмунд был наследником отца, после смерти которого 2 апреля 1272 года унаследовал обширные земли и права на графский титул. Незадолго до 1 мая того же года он принёс вассальную присягу Генриху III за свои владения. В июле Эдмунд взял в аренду у Эдмунда Горбатого город Лестер на четыре года. 6 октября в часовне Райслипа недалеко от Лондона он женился на Маргарет де Клер, сестре Гилберта де Клера, графа Глостера и Хартфорда. 13 октября во время праздника в честь святого Эдуарда Исповедника в Вестминстере Эдмунд в числе 50 других английских и иностранных дворян был посвящён в рыцари и получил титул графа Корнуолла.
На германский королевский престол граф Корнуолл не претендовал, но всю жизнь во многих хартиях и письмах именовал себя Эдмундом Алеманским.

## Владения Эдмунда
Унаследованные Эдмундом поместья и земли располагались примерно в 25 английских графствах. Главными его владениями были маноры Беркхамстед в Хартфордшире, Ай в Восточной Англии, Окем в Ратленде, Нерсборо в Йоркшире, Бекли в Оксфордшире, Уоллингфорд в Беркшире. Кроме того, Эдмунду досталось поместье, ранее принадлежавшее матери его отца Изабелле Ангулемской и включавшее города Чичестер, Эксетер и Малмесбери. Самым крупным его владением было графство Корнуолл с его шахтами: под контролем Эдмунда были восемь с третью сотен из девяти.
Кроме оловянных рудников Корнуолла, которые Эдмунд получил сразу после вступления в наследство, с 1278 года он контролировал добычу на оловянных рудниках Девона. С начала 1270-х годов граф был шерифом Корнуолла и Ратленда. В итоге с годовым доходом в восемь тысяч фунтов он стал богатейшим бароном-мирянином Англии после короля.

## На службе у Эдуарда I
После смерти в ноябре 1272 года короля Генриха III Эдмунд вошёл в состав регентского совета, правившего страной до возвращения Эдуарда I из крестового похода. Он был среди авторов письма, отправленного Эдуарду I с сообщением о смерти его отца. В это же время граф занимался исполнением воли отца и стал отдавать в долг придворным часть своего огромного богатства. В июне 1273 года он поехал навстречу новому королю и встретил его в Париже, где в августе подтвердил получение двух тысяч марок из трёх, которые ему должен был король. 19 августа 1274 года Эдмунд участвовал в церемонии коронации Эдуарда в Вестминстере.
В последующие годы граф Корнуолл принадлежал к ближайшему окружению короля, участвовал во многих его походах и выполнял ряд важных поручений. Летом 1277 года он присоединился к королевскому походу в Уэльс, приведя с собой 14 рыцарей — больше, чем любой другой вассал короля. В сентябре 1278 года Эдмунд присутствовал при вассальной присяге короля Шотландии Александра III. В 1279 году, когда Эдуард находился во Франции, граф Корнуолл был одним из трёх регентов вместе с епископами Херефорда и Вустера. В том же году он одолжил королю 3 тысячи марок.
С апреля 1282 до рождества 1282 года, когда Эдуард I воевал в Уэльсе, Эдмунд снова выполнял обязанности регента Англии, отвечая за сбор пожертвований церкви для предлагаемого крестового похода. В августе 1282 года он отправил казначейские свитки в Шрусбери, в январе 1283 года представлял короля на церковном собрании в Нортгемптоне. Как граф Корнуолл Эдмунд в это время получил опеку над несколькими богатыми наследниками. При этом за право опекать наследника Болдуина Уэйка Эдмунд заплатил огромную сумму в семь тысяч марок.
С 13 мая 1286 до 12 августа 1289 года Эдуард вновь находился за пределами королевства, наводя порядок в Гаскони и выступая посредником в споре между королями Арагона и Сицилии, поэтому Эдмунд опять выполнял обязанности регента Англии. В июне 1287 года он подавил восстание Риса ап Маредида в Уэльсе, взяв замок Дрислуин, но пленить Риса ему не удалось. Чтобы покрыть расходы на войну, Эдмунд взял заём у итальянских торговцев в 10 тысяч марок. В июне 1289 года Эдмунд вмешался в спор между графами Глостера и Херефорда по поводу валлийских марок: хотя граф Глостер помог ему с подавлением мятежа Риса, граф Корнуолл запретил ему строить замок Морле в Брекнокшире. Во время отсутствия короля в некоторых других частях Англии происходили беспорядки. Когда в 1289 году Эдуард I вернулся с континента, он провёл расследование, несколько ведущих судей и чиновников казначейства попали в опалу и были оштрафованы в общей сложности на 20 тысяч фунтов. При этом в отношении Эдмунда каких-то расследований не проводилось: он получил помилование за все совершённые в этот период нарушения, а также получил разрешение отвечать по доверенности за все жалобы на его администрацию в Корнуолле, где с 1289 года выполнял функции главного шерифа.
В апреле 1290 года, когда Эдмунд участвовал в работе собравшегося в Вестминстере парламента, Бого де Клер, брат его жены, вручил ему предписание с требованием прибыть к архиепископу Кентерберийскому для разбирательства в его суде. Этот эпизод считается одним из самых ранних нарушений права, позже получившего название Парламентской привилегии, за что архиепископ был оштрафован на огромную сумму в 10 тысяч фунтов.
Рождество 1290 года король провёл в принадлежавшем Эдмунду поместье Эштридж в Хартфордшире, туда он созвал парламент для обсуждения вопросов, связанных с Шотландией. К этому времени ссуды, которые граф Корнуолл давал короне, играли важную роль в королевских финансах. Так, в 1290 году Эдмунд ссудил королю четыре тысячи фунтов.
В 1290-е годы Эдмунд регулярно вызывался в парламент. В этот период его имя в качестве свидетеля часто присутствует на королевских хартиях. Он продолжал давать крупные займы как королю, так и придворным; в числе его должников был епископ Дарема Энтони Бек, которому он ссудил 4 тысячи фунтов в обмен на доходы от манора Хауден.
В мае 1296 года Эдуард I, воевавший в Шотландии, отправил пленников на юг, поручив их охрану подопечным графа Корнуолла в замках Уолингфорд и Бергхамстед. Есть известие, что тогда же король велел перевезти сокровищницу графа Корнуолла из Бергхамстеда в Лондон. В 1297 году Эдмунд был послан в Гасконь и поэтому отсутствовал во время большей части политического кризиса, возникшего из конфликта короля с баронами. В том же году он пообещал передать все доходы от добычи со своих рудников в Девоне и Корнуолле для покрытия королевского долга в семь тысяч марок жителям Байонны, а также был советником принца Эдуарда (будущего короля Эдуарда II), наследника Эдуарда I, который управлял Англией во время отсутствия короля. В этом качестве Эдмунд занимался урегулированием конфликта короля с графами Херефорда и Норфолка. К 1299 году, когда король одолжил у Эдмунда две тысячи фунтов в обмен на прибыль от вакантного архиепископства Йоркского, долг короны перед графом Корнуоллом составлял 6,5 тысяч фунтов.

## Смерть и наследство
В июле 1297 года Эдмунд получил разрешение на написание завещания. 12 декабря 1298 года упоминалось о тяжёлой болезни графа Корнуолла, из-за которой он не смог принять участие в шотландском походе 1299 года: в начале 1299 года его вызывали для отправки рыцарей, в мае он был лично вызван в Йорк, а в декабре — в Карлайл для участия в походе, запланированном на июнь 1300 года. Однако Эдмунд отказался прибыть, выплатив за это компенсацию в тысячу фунтов. К 1300 году он был смертельно болен. Граф умер в Эстридже, но точная дата его смерти не установлена. Это произошло не позже 25 сентября 1300 года, поскольку в этот день Эдуард I приказал своим людям завладеть оставшимся выморочным имуществом Эдмунда.
Сердце и плоть Эдмунда были похоронены в Эстридже в присутствии принца Эдуарда. 23 марта 1301 года кости в присутствии короля были захоронены в аббатстве Хейлз в Глостершире. Поскольку прямых наследников у Эдмунда не было, большая часть его владений отошла к королю как ближайшему родственнику. Титул графа Корнуолла вернулся короне. Позже этот титул дважды воссоздавался: в 1307 году для Пирса Гавестона (умер в 1312), фаворита Эдуарда II, а в 1328 году для Джона Элтемского (умер в 1336), младшего сына Эдуарда II.
Хотя Эдмунд несколько раз управлял Англией в качестве регента, он оказывал мало влияния на английскую политику. При этом как королевский советник он был достаточно влиятельной фигурой при дворе. Кроме того, граф был одним из богатейших землевладельцев в Англии и постоянно ссужал короне большие деньги: за свою жизнь он одолжил королю более 18 тысяч фунтов. Смерть Эдмунда и передача его обширного имущества короне позволила Эдуарду I получить дополнительное финансирование для ведения войны с Шотландией.

## Семья
Эдмунд Корнуолл был женат с 6 октября 1272 года на Маргарет де Клер (1250—1312), дочери Ричарда де Клера, 6-го графа Глостера, и Мод де Ласи. Этот брак оказался неудачным и бездетным. Известно, что в январе 1285 года графиня ждала ребёнка, но эта беременность закончилась или выкидышем, или рождением мёртвого младенца. После этого отношения супругов разладились. Не позже 1289 года произошло папское и архиепископское расследование по поводу их брака, поскольку Эдмунд отказывался жить с женой. В 1290 году архиепископ Кентерберийский Джон Пэкхэм и Бого де Клер, брат Маргарет, пытались помирить супругов, но успеха не добились, и в результате архиепископ отлучил графа Корнуолла от церкви. В феврале 1293 или 14 февраля 1294 года брак был расторгнут. По условиям развода Эдмунд передал в пожизненное владение бывшей жене владение, приносившее 800 фунтов ежегодного дохода. Взамен Маргарет обязалась «жить в целомудрии».